# Хавкин, Оскар Григорьевич
Оскар Григо́рьевич Ха́вкин (2 мая 1923, станция Межевая — 19 декабря 1985, Днепропетровск) — советский архитектор. Заслуженный архитектор УССР (1976). Лауреат Государственной премии СССР (1983). Участник Великой Отечественной войны. Руководитель отдела в «Днепрогражданпроекте».

## Биография
Участник Второй мировой войны. В 1942 году был назначен начальником и художником клуба Управления военного строительства. Впоследствии из-за болезни демобилизовался. 1945 награждён медалью «За Победу над Германией».
В 1944 году был студентом Куйбышевского авиационного института, но желание стать архитектором не покидало его — в том же году он успешно сдал вступительные экзамены в Московский архитектурный институт. Однако в столице не было где жить, что не позволяло приступить к обучению. Тогда Хавкин приехал в Днепропетровск и поступил на второй курс инженерно-строительного института.
1948, окончив институт, начал работу в Днепропетровске в «Облпроект» (ныне «Днепрогражданпроект»), где прошел путь от рядового архитектора до руководителя отдела. Возглавлял большие авторские коллективы как главный архитектор проекта.
Был большим юмористом.

## Избранные реализованные проекты
В Днепропетровске:
- Восстановление и реконструкция школы № 19;
- Восстановление и реконструкция школы № 51;
- Восстановление и реконструкция школы № 62;
- Восстановление и реконструкция школы № 65;
- Восстановление и реконструкция школы № 70;
- Проектирование школы № 3;
- Проектирование школы № 43;
- Проектирование школы № 57;
- Проектирование школы № 67;
- Проект детальной планировки улицы Володи Дубинина (1975);
- Проект детальной планировки массива «Тополь-1»;
- Проект детальной планировки массива «Сокол»;
- Проект дома Всесоюзного НИИ кукурузы на улице Дзержинского;
- Жилой массив «Западный» (1956-58);
- Жилой массив «Солнечный» (1970-80);
- Жилой массив «Победа» (совместно с П. Р. Ниринберг, Б.Кудрявцев, М.Кудрявский, С. Е. Зубарев, В.Сотников, Е. Б. Яшунский, Н. Т. Розанов, А.Щербакова, А. П. Воловик, В. К. Гудзь, А.Крыкин; 1970-83); Являлся идеологом застройки.
- Больница им. Мечникова (совместно с Матвеем Осиповичем Зарайским[1])